# Дубоко Грло
Дубоко Грло је измишљени лик из америчке научнофантастичне телевизијске серије Досије икс. Служи као доушник, предајући информације специјалном агенту ФБИ-ја Фоксу Молдеру како би помогао Молдеровој истрази паранормалних случајева, названих Досијеи икс. Представљен је у другој епизоди серије, такође названој „Дубоко Грло“, лик је убијен током финала прве сезоне „Ерленмајерова пљоска“; међутим, касније се неколико пута појављивао у флешбековима и визијама. У епизоди 11. сезоне „Ово“, откривено је да је његово право име Роналд Пакула. 
Лик Дубоког Грла у свим својим појављивањима тумачио је Џери Хардин. Након што је лик убијен, Стивен Вилијамс је представљен у епизоди друге сезоне " Хост " као његов наследник, "X" . Стварање Дубоког Грла инспирисано је историјским Дубоким Грлом, Марком Фелтом, који је новинарима предао информације о скандалу Вотергејт, и ликом Доналда Садерленда у филму ЏФК .

## Историја
Креатор серије Крис Картер изјавио је да је лик Дубоког Грла "наравно" инспирисан историјским Дубоким Грлом.  Прави "Дубоко Грло" био је доушник који је новинарима Карлу Бернстину и Бобу Вудворду одавао информације о истрази ФБИ-ја о скандалу Вотергејт.  Након завршетка Досијеа икс, откривено је да је Дубоко Грло помоћник директора ФБИ-ја Марк Фелт.  Такође се наводи да је утицај лика из Досије икс имао лик који је тумачио Доналд Садерленд у филму Оливера Стоуна ЏФК из 1991. године.  У филму, Садерлендов "Х" открива информације о могућности да су атентат на Џона Ф. Кенедија оркестрирали елементи унутар америчке владе.  Картер је осећао да треба да створи лик који ће премостити јаз између агената Фокса Молдера (Дејвид Дукавни) и Дејне Скали (Џилијан Андерсон) и мрачних завереника који су радили против њих; замислио је лик „који ради на неком нивоу власти за који немамо појма да постоји“. 
Картера је привукао глумац Џери Хардин након што га је видео у филму Фирма из 1993. године.  Хардин је веровао да ће његово прво појављивање бити једнократна улога, иако је убрзо почео да редовно путује на место снимања серије у Ванкуверу.  Продуцент Хауард Гордон је говорио о неухватљивости оданости лика, наводећи да је током продукције често остајало нејасно да ли је он "савезник или непријатељ".  Након што је снимио смрт лика у финалу прве сезоне, " Ерленмајерова пљоска ", Хардину су наздравили шампањцем, а Картер му је рекао да "нико заиста не умире у Досијеима икс ".  Хардин се након овога још неколико појављивао као Дубоко Грло — виђен у визијама у трећој сезони „ Благословен пут (епизода Досије икс) “ и седмој сезони „ Шесто узимирање 2: Амор фати “, у флешбековима у четвртој сезони: " Размишљања Пушача ", и као једна од маски коју је преузео ванземаљац који мења облик у финалу треће сезоне, " Talitha Cumi ". 

## Развој лика
Током прве сезоне Досијеа икс, Дубоко Грло је је пружио Молдеру и Скали информације које иначе не би могли да добију. Као члан до тада невидљивог Синдиката, био је у позицији да зна много информација. Дубоко Грло је сматрао да истина коју Синдикат крије од јавности мора бити јавна, и веровао је да је Молдер једина особа која је способна да открије ово сазнање.   Међутим, у "Е.Б..Е." Дубоко Грло је дао Молдеру лажне информације како би га скренуо, касније је објаснио да верује да јавност једноставно није спремна да сазна неке истине. 
Током Вијетнамског рата, Дубоко Грло је радио за Централну обавештајну агенцију. Када су амерички маринци оборили НЛО изнад Ханоја, он је погубио преживелог ванземаљца (приказано у флешбеку за епизоду „ Размишљања пушача “ у четвртој сезони). Касније је тврдио да је помагање Молдеру био његов начин искупљења за своје поступке. Он је навео и да је био "учесник у неким од најподмуклијих лажи и сведок дела која ниједан лудак није могао ни да замисли".
У финалу прве сезоне Досијеа икс, "Ерленмајерова пљоска", Молдера је заробила група оперативаца Људи у црном, након његове истраге о хибридном програму ванземаљаца и човека . У страху за Молдеров живот, Дубоко Грло је помогао Скали да добије приступ максимално обезбеђеном објекту, где је успела да тајно уклони криогенски очуван ванземаљски фетус да би га користила као колатерал у спасавању Молдера. У наредном састанку између оперативаца и Дубоког Грла, убио га је убица "Crew Cut Man".   Дубоко Грло је сахрањен на националном гробљу у Арлингтону .   Лик се касније појавио у сновима и визијама које је доживео Молдер током опоравка у резервату Навахоа,   и поново у годинама касније док је на њему експериментисао Пушач . 

## Пријем
Критичари и обожаваоци добро су прихватили лик Дубоког Грла. Entertainment Weekly је Хардинов наступ описао као „уморни од света и тешка срца“,  и навео његово појављивање у истоименој дебитантској епизоди овог лика као 37. највећи телевизијски тренутак 1990-их.  Међутим, понекад су сматрали да је његово присуство у епизодама као што је „ Дух у машини “ деловало „бесмислено“.  Рецензирајући дебитантску епизоду овог лика, San Jose Mercury News је назвао Дубоко Грло „најзанимљивијим новим ликом на телевизији“.  Крис Картер је изјавио да је Хардинова изведба дала серији елемент "уверљивост" која јој је била потребна;  и сматрао је да је епизода „ Е.Б.Е. “ одлична прилика да се прошири улога лика.  Пишући за The A.V. Club, Зек Хандлен је назвао смрт Дубоког Грла „шокантним тренутком, чак и када знате да ће уследити“, хвалећи „очај“ који је евидентан у Хардиновом наступу, иако се жалио на „проклетство континуитета“ које је довело до брзе замене лика "Х" Стивена Вилијамса .  Бен Росон-Џонс, који је писао за Digital Spy, сматра да је улога Дубоког Грла у Досије Х „вероватно врхунац серије“, и похвалио је Хардинову глуму у тој улози.  Брајан Лоури, у својој књизи Истина је тамо негде, приметио је да је лик „помогао да се успостави тон и подводна струја гравитације у Досјеима икс која је требало да представља кичму серије“.  Еј Џеј Блек, пишући о The Companion, о утицају скандала Вотергејт на Досије икс, примећује: „Док је умешаност Дубоког Грла у Досије икс, која се наизглед лако може сматрати наративном варком за Молдерове истраге, заправо служи за додатно појачавају дубље везе серије са конспиративном историјом 1970-их“. 